# Всемирная выставка (1893)
Всеми́рная вы́ставка 1893 года или Всемирная Колу́мбова выставка (англ. World’s Columbian Exposition) — всемирная выставка, проходившая в Чикаго (США) в 1893 году; была одной из самых масштабных в истории.
Выставка была посвящена 400-летию открытия Америки и получила официальное название в честь Христофора Колумба.

## Подготовка

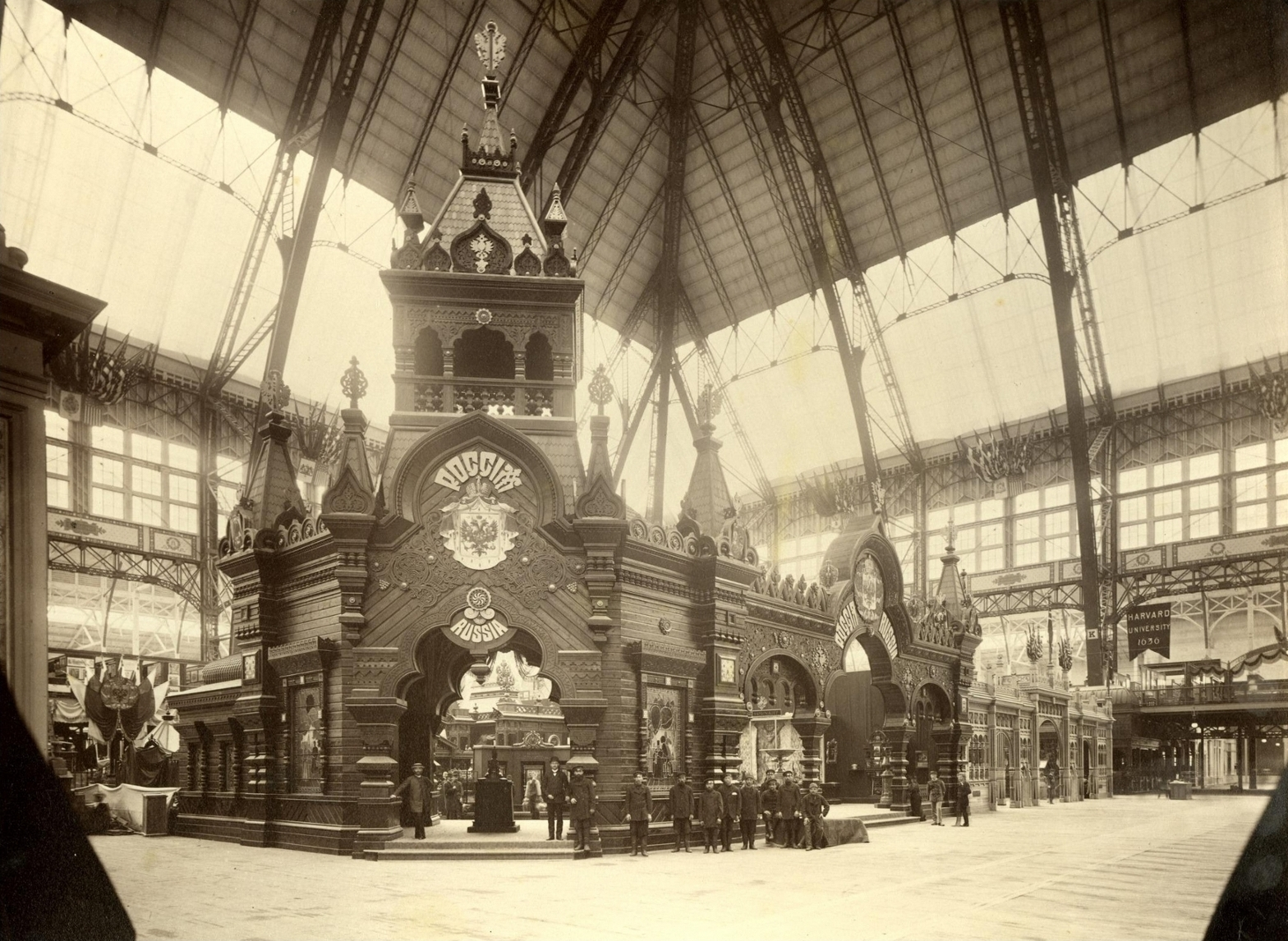
Русский павильон в Manufactures and Liberal Arts Building.

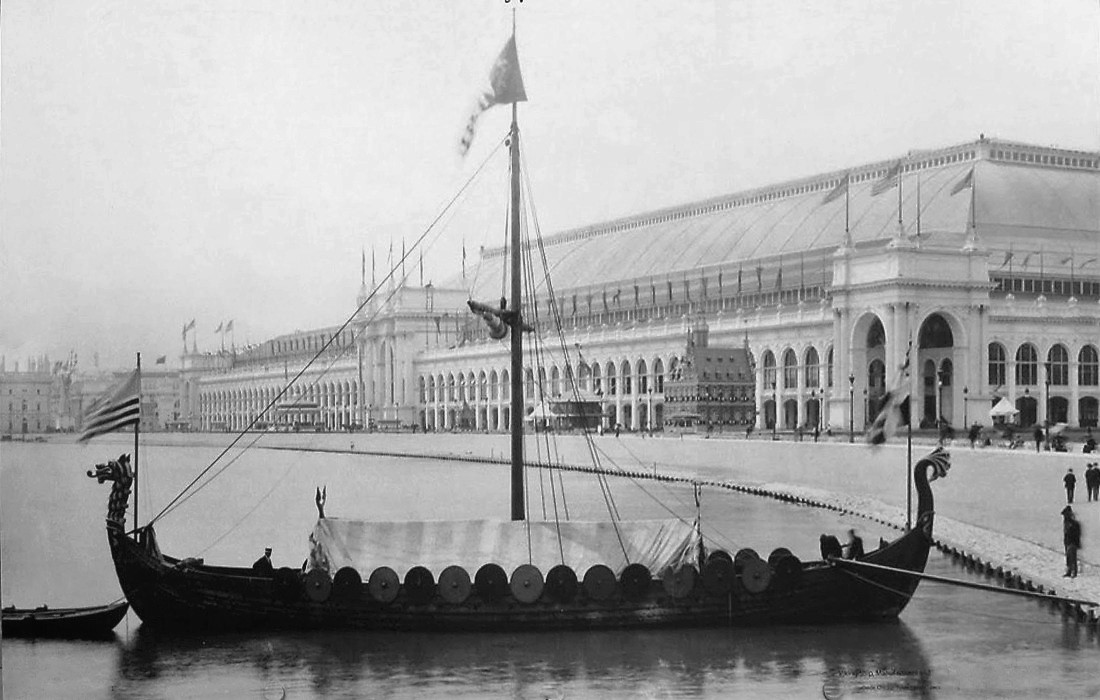
Норвежцы оспорили первенство Колумба в открытии Америки, приплыв в Чикаго на точной копии гокстадского дракара

Выставка была задумана как способ достойного празднования важного юбилея — 400-летия первого путешествия Христофора Колумба и открытия Америки (1492). Правительство США провело конкурс среди множества городов на право стать хозяином выставки. Этот конкурс выиграл Чикаго.
Выставочный городок проектировали ведущие архитекторы того времени — Даниел Бёрнэм и Фредерик Олмстед. В архитектурном отношении это был триумф принципов бозара (архитектурного стиля, опирающегося на классическую и неоклассическую архитектуру) в применении к американскому градостроительству.
Подготовка к выставке проходила одновременно с восстановлением города после великого пожара 1871 года. За три года в рамках подготовки к выставке на болотистой местности возле города на берегу озера Мичиган, на территории в 600 акров было возведено почти 200 великолепных зданий белого цвета (материал — дерево, обработанное специальной штукатуркой), в том числе 19 национальных павильонов и 24 павильона отдельных американских штатов, созданы каналы и лагуны. Имелись: надземная железная дорога, движущиеся тротуары, светящиеся фонтаны, гигантское колесо-качели, ледяная гора, целая «улица удовольствий» с театрами, зверинцами, базарами.
Ожидаемая обширная экспозиция разделялась на следующие тематические разделы:
- сельское хозяйство,
- садоводство,
- животноводство,
- горнодобывающая промышленность и металлургия,
- рыболовство,
- промышленные товары,
- машиностроение,
- транспорт,
- электричество (новинка в истории всемирных выставок),
- изящные искусства,
- свободные искусства,
- этнология,
- а также смешанные экспонаты.

В соответствии с классификацией организаторы смотра построили десять тематических павильонов, крупнейшим из которых стал павильон промышленности (514×240 м в плане и 75 м высотой).

## Проведение
В выставке участвовали более 40 стран, включая Россию, были представлены 200 сооружений, люди и культуры со всего мира.
Всего на выставке было представлено около 60 тысяч экспонатов из 50 стран и 37 колоний.
«Флаги подняты! Свершилось! Первого мая по новому стилю президент Соединённых Штатов торжественно открыл Колумбову выставку в Чикаго», — так написал специальный корреспондент русского журнала «Всемирная иллюстрация» о церемонии открытия выставки.
Фирма «Westinghouse Electric» представила колонну из 15 тыс. разноцветных лампочек, которые зажигались в определённой последовательности; в разработке этих электроламп принял участие известный русский учёный А. Н. Лодыгин, которого пригласили для строительства электролампового завода.
Во время работы выставки проходил III Международный электротехнический конгресс, утвердивший единые международные электротехнические единицы, которые названы именами их изобретателей: Ампер, Ватт, Вольт, Джоуль, Ом и др.
Именно на этой выставке было впервые представлено Колесо обозрения, спроектированное Джорджем Феррисом (в англоязычных странах это сооружение до сих пор называют «Колесо Ферриса»), задуманное как американский ответ на Эйфелеву башню в Париже. Колесо приводилось в движение двумя паровыми двигателями по 1000 л. с. каждая, а каждая кабина была размером с автобус.
В разделе Машиностроение был представлен телескоп длиной 20 м и весом в 70 т (самый большой телескоп того времени), спроектированный специально к выставке.
Одной из сенсаций выставки стала картина «Любовники моей жены» австрийского художника Карла Калера с изображением 42 кошек; полотно размером 180×260 см является самым большим полотном с изображением кошек.

### Участие России
На Всемирной выставке 1893 г. Российскую империю представляли Морское министерство, Главное управление почт и телеграфов, а также частные лица и компании-экспоненты (всего 600, в том числе 12 — по отделу «Электричество»).
Отсутствие собственного павильона и выход в свет каталога русского отдела с опозданием на два с половиной месяца привели к тому, что огромная страна совершенно потерялась на этом всемирном празднике. По свидетельству современника, создавалось впечатление, что русские прибыли в Чикаго, чтобы «удивить» мир несколькими плугами да пятью ящиками сахара.
Так, в горнозаводском отделе выставки, который занимал пространство 150 м длиной и 100 м шириной и отличался уникальными экспонатами, на стенде инженера Андрея Глебова были представлены образцы добытого им в Донбассе золота. За это ему была присуждена за проведённые им работы золотая медаль (в русском отделе выставки их было только две).
В. Докучаев экспонировал коллекцию русских почв, карт и публикаций. Скульптура «Беглый раб» Владимира Беклемишева представляла русское искусство.
Егор Корзинкин (Карзинкин), владелец мастерской серебряных и золотых изделий в 1888—1900 годах, экспонировался на международной выставке в Чикаго и Всемирной выставке в Париже, где получил почётные отзывы и награды. В 1893 году у него было четверо рабочих и четыре ученика, годовой оборот достигал 40 тыс. рублей (посуда). В настоящие время его работы экспонированы в ГИМ и Третьяковской галерее.

## Итоги и последующая судьба
Выставка имела большой успех. За шесть месяцев её посетили 27 млн человек. Это была серьёзная заявка Чикаго на звание лидера среди городов США, а самой Америки — на мировое лидерство.
На основе экспонатов выставки впоследствии был создан Филадельфийский торговый музей — крупнейший в мире.
В самих её зданиях стали обитать бездомные, которые готовили еду и грелись у костров, которые разводили в зданиях.
5 июля 1894 года в 7 часов вечера в одном из зданий начался небольшой пожар; к тому моменту, когда пожарная служба прибыла на место огонь перекинулся на следующее и стал быстро распространяться по территории. Горящие здания обрушивались одно за другим и потребовалось всего 2 часа, чтобы весь город превратился в руины.